# Liste der Kulturdenkmäler in Reil
In der Liste der Kulturdenkmäler in Reil sind alle Kulturdenkmäler der rheinland-pfälzischen Ortsgemeinde Reil aufgeführt. Grundlage ist die Denkmalliste des Landes Rheinland-Pfalz (Stand: 10. August 2023).

## Denkmalzonen
| Bezeichnung          | Lage | Baujahr                 | Beschreibung | Bild            |
| -------------------- | --- | ----------------------- | --- | --------------- |
| Denkmalzone Ortskern | Moselstraße 7–51, Pariser Straße 1–19 (ungerade Nummern) und 8, Zehnstraße 6, 8, 10, 10a, 12 und 15, Dorfstraße 17a, 21–25, 30 und 32, Lehlgasse 15–18 und 22, Küferstraße 12 Lage | 16. bis 19. Jahrhundert | Im moselseitigen Teil des Ortskerns ist die Bausubstanz des 16. bis 19. Jahrhunderts erhalten. Die Denkmalzone umfasst das gesamte Moselufer südlich der Moselbrücke mit Ausnahme der wenigen Bauten außerhalb des Ortskerns und reicht im südlichen Drittel bis zur westlichen Häuserzeile der Dorfstraße, während sie sich sonst auf die Uferbebauung beschränkt. | Fotos hochladen |

## Einzeldenkmäler
| Bezeichnung                               | Lage                                       | Baujahr                         | Beschreibung | Bild                           |
| ----------------------------------------- | ------------------------------------------ | ------------------------------- | --- | ------------------------------ |
| Bildstock                                 | Bergstraße, am nördlichen Ortsausgang Lage | 1722                            | Kreuzigungsbildstock, bezeichnet 1722 | Fotos hochladen                |
| Fassadenteile                             | Burgstraße, an Nr. 5 Lage                  | 15. Jahrhundert                 | Obergeschoss der östlichen Giebelseite eines spätmittelalterlichen Fachwerkhauses (15. Jahrhundert) | Fotos hochladen                |
| Villa                                     | Burgstraße 15 Lage                         | um 1900                         | Winzervilla; zergliederter Bruchsteinbau, um 1900 | BW                             |
| Portal                                    | Dorfstraße, an Nr. 17 Lage                 | 18. Jahrhundert                 | Oberlichteingang mit Rokoko-Türblatt, 18. Jahrhundert | BW                             |
| Wohnhaus                                  | Dorfstraße 24 Lage                         |                                 | Massivbau, im Kern wohl spätmittelalterlich | Fotos hochladen                |
| Wohnhaus                                  | Dorfstraße 25 Lage                         |                                 | Wohnhaus, teilweise verschiefert, teilweise Fachwerk | Fotos hochladen                |
| Wohnhaus                                  | Dorfstraße, zu Nr. 32 Lage                 | 1682                            | Fachwerkanbau, teilweise massiv, bezeichnet 1682 | Fotos hochladen                |
| Wohnhäuser                                | Fischelstraße 73 und 75 Lage               | 16. Jahrhundert                 | zwei aneinandergebaute Wohnhäuser mit Bauteilen des 16. Jahrhunderts, eventuell im Kern älter, im 20. Jahrhundert partiell verändert                                                                                      | Fotos hochladen                |
| Katholische Pfarrkirche Mariä Heimsuchung | Kirchplatz Lage                            | 1839–41                         | klassizistisch geprägter neugotischer Saalbau, 1839–41 | weitere Bilder Fotos hochladen |
| Kreuzigungsgruppe                         | Kirchplatz Lage                            | 1671                            | gotisierende Kreuzigungsgruppe, angeblich von 1671 | Fotos hochladen                |
| Wohnhaus                                  | Küferstraße 8 Lage                         | 18. Jahrhundert                 | stattlicher Massivbau, 18. Jahrhundert, im Kern wohl älter | Fotos hochladen                |
| Wohnhaus                                  | Lehlgasse 16 Lage                          | 1719                            | Eckwohnhaus; stattliches Fachwerkhaus, teilweise massiv und verputzt, bezeichnet 1719, niedrigerer Querbau | Fotos hochladen                |
| Wohnhaus                                  | Moselstraße 9 Lage                         | frühes 16. Jahrhundert          | Fachwerkhaus, teilweise massiv und verputzt, frühes 16. Jahrhundert | Fotos hochladen                |
| Wohnhaus                                  | Moselstraße 13 Lage                        | 1738                            | stattliches Fachwerkhaus, teilweise massiv und verschiefert, Mansarddach, bezeichnet 1738; Fachwerk-Wirtschaftsgebäude, teilweise massiv, 18. Jahrhundert                                                                 | Fotos hochladen                |
| Wohnhaus                                  | Moselstraße 29 Lage                        | 18. Jahrhundert                 | Fachwerkhaus, teilweise massiv, Mansarddach, 18. Jahrhundert | Fotos hochladen                |
| Schulhaus                                 | Moselstraße 33 Lage                        | spätes 19. Jahrhundert          | ehemalige Schule; langgestreckter Bruchsteinbau, spätes 19. Jahrhundert | Fotos hochladen                |
| Wohnhaus                                  | Moselstraße 45 Lage                        | 1731                            | Fachwerkhaus, teilweise massiv, Mansarddach, bezeichnet 1731 | Fotos hochladen                |
| Wohnhaus                                  | Moselstraße 47 Lage                        | spätes 18. Jahrhundert          | zweiteiliges Wohnhaus; Massivbau, im Kern wohl noch spätmittelalterlich, niedrigerer Mansarddachbau, teilweise Fachwerk, wohl aus dem späten 18. Jahrhundert                                                              | Fotos hochladen                |
| Wohnhaus                                  | Moselstraße, zu Nr. 49 Lage                | 1728                            | langgestrecktes Wohnhaus, bezeichnet 1528 (richtig aber: 1728), Fachwerkobergeschoss wohl aus der ersten Hälfte des 16. Jahrhunderts                                                                                      | Fotos hochladen                |
| Wohnhaus                                  | Moselstraße 51 Lage                        | 17. Jahrhundert                 | Fachwerkhaus, teilweise massiv, wohl aus dem 17. Jahrhundert, Querbau, wohl aus dem 19. Jahrhundert | Fotos hochladen                |
| Wohnhaus                                  | Moselstraße 61 Lage                        | 1734                            | kleines Fachwerkhaus, teilweise massiv, angeblich bezeichnet 1734 | Fotos hochladen                |
| Wohnhaus                                  | Moselstraße 63 Lage                        | 1700                            | stattliches Fachwerkhaus, teilweise massiv, bezeichnet 1700 | Fotos hochladen                |
| Adelshof                                  | Moselstraße 65/67 Lage                     | 1756                            | ehemaliger Hof der Freiherren von Neukirch; kleine Dreiflügelanlage, teilweise verputztes Fachwerk, Mansarddach, angeblich bezeichnet 1756                                                                                | Fotos hochladen                |
| Wohnhaus                                  | Pariser Straße 1 Lage                      | 16. oder frühen 17. Jahrhundert | Eckwohnhaus; Fachwerkhaus, teilweise massiv und verschiefert, im Kern aus dem 16. oder frühen 17. Jahrhundert | Fotos hochladen                |
| Kriegerdenkmal                            | Pariser Straße, neben Nr. 2 Lage           | 1898                            | Kriegerdenkmal 1870/71; Obelisk auf Sockel, 1898 | Fotos hochladen                |
| Wohnhaus                                  | Pariser Straße 5 Lage                      | spätes 16. Jahrhundert          | Fachwerkhaus, teilweise massiv, verputzt und verschiefert, eventuell noch aus dem 16. Jahrhundert | Fotos hochladen                |
| Wohnhaus                                  | Pariser Straße 8 Lage                      |                                 | Fachwerkhaus, teilweise massiv, verputzt, Treppenturm, im Kern wohl spätmittelalterlich; Fachwerk-Nebengebäude, teilweise massiv, verputzt und verschiefert, wohl um 1600 oder aus der ersten Hälfte des 17. Jahrhunderts | BW                             |
| Wohnhaus                                  | Zehntstraße 15/17 Lage                     | 18. oder 19. Jahrhundert        | zweiflügeliger Putzbau, heutiges Erscheinungsbild aus dem 18. oder 19. Jahrhundert, im Kern eventuell älter | Fotos hochladen                |
| Wohnhaus                                  | Zum heißen Stein 5 Lage                    |                                 | Walmdachbau, Bruchstein | BW                             |
| Wegekreuz                                 | nördlich des Ortes an der K 63 Lage        | 1741                            | barockes Schaftkreuz, bezeichnet 1741 (?) | Fotos hochladen                |
| Wegekapelle                               | nördlich des Ortes am Reiler Hals Lage     |                                 | Putzbau mit Zeltdach; Wegekreuz, 1750 | Fotos hochladen                |
| Wegekreuz                                 | nordwestlich des Ortes an der B 49 Lage    | um 1800                         | spätbarockes Schaftkreuz, um 1800 | Fotos hochladen                |